# シマネコザメ
シマネコザメ（縞猫鮫）Heterodontus zebra (Zebra bullhead shark) は、ネコザメ目ネコザメ科に属するサメ。

## 分布・生息域
西太平洋、日本から朝鮮半島、中国、東南アジアまでの温暖な沿岸海域に分布する。水深50mより浅い場所で見られる。日本では和歌山以南に分布するが、比較的珍しい。
北西オーストラリアの個体群は卵殻や頭部の色彩といった形態的特徴、遺伝的特徴からシマネコザメと区別され、Heterodontus marshallaeという別種と判明している。

## 形態
全長125cm。2本の背鰭前棘、臀鰭をもつ。体表面には独特な縞模様があり、白色地に22-36の暗色横帯が入ることで他のネコザメ類と区別できる。眼上隆起はあまり顕著でない。幼魚では背鰭は高いが、成魚では低くなる。尾鰭は上葉、下葉ともやや長く伸びる。

## 生態
分布域では普通に見られる底生性のサメだが、生態に関する情報は極めて乏しい。
卵生。少なくとも15cmで孵化する。雄の成熟サイズは64-84cm。

## 人との関わり
水産上重要でなく、混獲される程度。
数は少ないが、水族館や博物館などで飼育、展示される。